# Џемал Хаџиабдић
Џемал Хаџиабдић (Мостар, 25. јул 1953) бивши je југословенски фудбалер и тренутно фудбалски тренер.

## Каријера
Почео је да игра фудбал у млађим категоријама мостарског Вележа 1963. године. Прошао је кроз све селекције тог клуба и 1971. постао првотимац. Играо је на позицији левог бека, а на прволигашкој сцени се истицао хитрином, добром техником и борбеношћу. За екипу Вележа је играо до 1980, укупно 408 утакмица (од тога 217 првенствених) на којима је постигао три гола.
Три сезоне је играо у велшкој екипи Свонзи Сити, у периоду од 1980. до 1983. године. Наступао је за младу репрезентацију Југославије шест пута. Одиграо je 20 утакмица за А репрезентацију Југославије.
Након завршетка играчке каријере кратко је радио у стручном штабу Свонзија, а после тога је имао запажену тренерску каријеру у Катару, где је водио Ал Итихад и Ал-Вакру, био је и селектор репрезентације Катара.